# Museo di Storia Naturale di Venezia
Museo di Storia Naturale (Muzeum Historii Naturalnej, Muzeum Przyrodnicze) – muzeum historii naturalnej, założone w 1923 roku z inicjatywy Giorgia Silvia Coena w budynku Fondaco dei Turchi w Wenecji. Gromadzi 2 miliony znalezisk zoologicznych, entomologicznych i botanicznych, skamieniałości i preparatów anatomicznych oraz kolekcje etnograficzne. Przy muzeum znajduje się biblioteka z ponad 40 tysiącami tomów. Do najbardziej znanych eksponatów z muzealnej kolekcji należą: szkielet płetwala zwyczajnego, mający około 20 m długości, szkielet młodego kaszalota (w Galerii Cetacei) oraz znaleziony w latach 1972–1973 w Nigrze niemal kompletny, mający ponad 7 m długości szkielet uranozaura i czaszka ogromnego sarkozucha (w dziale Sulle tracce della vita).

## Budynek muzeum
Muzeum Historii Naturalnej ma siedzibę w budynku Fondaco dei Turchi, zbudowanym prawdopodobnie około 1225 roku z inicjatywy Giacoma Palmieri, konsula wolnego miasta Pesaro, protoplasty rodziny Pesaro. Od początku uchodził on za jeden z najbardziej prestiżowych obiektów spośród tych, których fasady wychodziły na Canal Grande. Kupiony w 1381 roku przez Senat Wenecji, został przekazany w darze Mikołajowi II d’Este, markizowi Ferrary. Później kilkakrotnie zmieniał właścicieli. W 1621 roku stał się siedzibą kupców tureckich. Od tego momentu zaczął być znany jako Fondaco dei Turchi. W użytkowaniu kupców pozostawał do roku 1838. W 1860 roku został zakupiony przez Radę Miasta Wenecji. W 1865 roku ulokowano w nim siedzibę Museo Correr. W 1869 roku budynek poddany został gruntownej restauracji według projektu Federica Bercheta, trwającej około pół wieku.

## Museo di Storia Naturale
W 1923 z inicjatywy Giorgia Silvia Coena powstało Museo di Storia Naturale (Muzeum Historii Naturalnej), poświęcone początkowo faunie i florze weneckiej. W pałacu znajdują się obecnie różne weneckie kolekcje naukowe, pochodzące z muzeum Correra, jak i należące do Istituto Veneto di Scienze, Lettere ed Arti, pochodzące z prywatnej kolekcji hrabiego Alessandra Pericle Ninni oraz inne. W 1983 roku w pałacu znalazła się kolekcja entomologiczna Giordaniego Soiki, w 1986 – kolekcja przyrodnicza Bisacco Palazzi, a w 1993 – kolekcja ziół Cesari. 
10 marca 2010 po renowacji i modernizacji muzeum zostało otwarte dla publiczności. Po renowacji oferuje zwiedzającym ekspozycję zbiorów w 11 salach na pierwszym piętrze. Na parterze ulokowano nową recepcję. Przymuzealny ogród służy zarówno muzeum, jak i miastu. Prace restauracyjne objęły nie tylko budynek, ale również mieszczące się w nim kolekcje. W pracach modernizacyjno-adaptacyjnych wzięli udział pracownicy naukowi muzeum, architekci oraz specjaliści ds. komunikacji społecznej. Ze względu na wielkość i zakres zbiorów podzielono je na różne działy tematyczne.
W księgarni przy muzeum można się zaopatrzyć w przewodnik po nim. Publikacja, wydana w języku włoskim i angielskim, jest bogato ilustrowana i zawiera spostrzeżenia i ciekawostki dotyczące eksponatów. Dostępny jest również Audiopen, przewodnik audio po muzeum.

## Zbiory
Eksponaty muzeum, gromadzone dzięki nabytkom i darowiznom, stanowią obecnie bogatą i zróżnicowaną kolekcję, obejmującą 700 milionów lat historii, 2 miliony znalezisk zoologicznych, entomologicznych i botanicznych, skamieniałości i preparatów anatomicznych oraz kolekcje etnograficzne i bibliotekę z ponad 40 tysiącami tomów.

### Parter

#### Galleria dei Cetacei
Galeria Cetacei mieści się zachodniej części parteru. W jej zbiorach znajduje się dużych rozmiarów szkielet płetwala zwyczajnego o długości około 20 m oraz szkielet młodego kaszalota, oba podwieszone pod sufitem, na stalowych konstrukcjach. Przeszklony portyk wgłębny, za którym umieszczone są oba duże znaleziska, zapewnia ich optymalną ekspozycję. Uzupełnia ją graficzna informacja dotycząca cech, stylu życia, ekologii i ochrony tych waleni oraz urządzenie audio, przez które odtwarzane są ich odgłosy.

#### Acquario delle Tegnùe

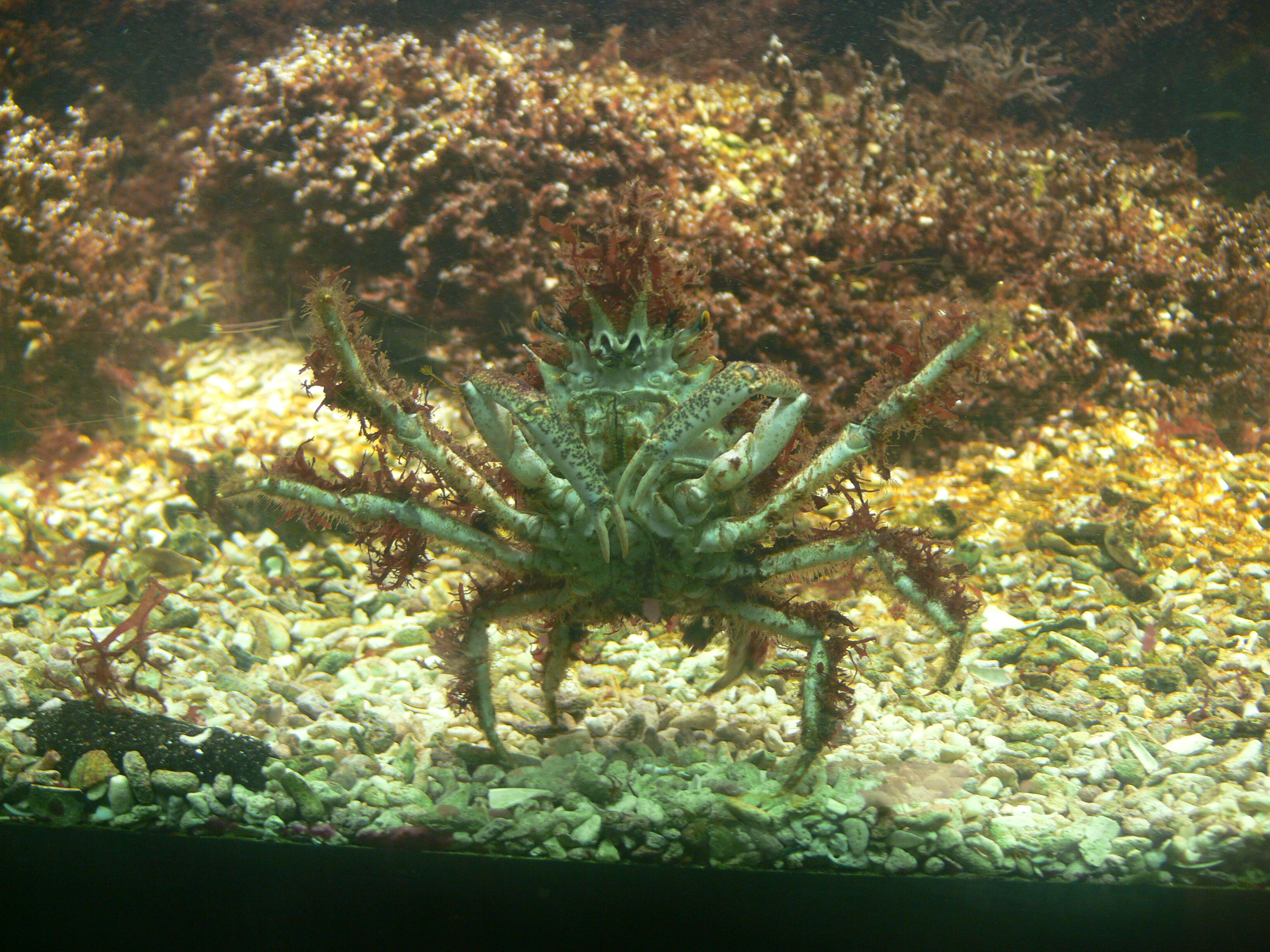
Akwarium Tegnùe (krab)

Akwarium Tegnùe to zbiornik o długości 5 m i pojemności około 5000 l, zaprojektowany i zbudowany specjalnie dla celów edukacyjnych. Akwarium wiernie odtwarza jedną z najbardziej interesujących części północnego Adriatyku, tzw. tegnùe, z typowym dla niej bogactwem ryb i bezkręgowców. Muzeum Historii Naturalnej w Wenecji prowadzi od lat badania tych, mających duże znaczenie ekologiczne, obszarów, w celu zrozumienia skomplikowanych zjawisk biologicznych i ekologicznych, a zwłaszcza w celu ewentualnego wykorzystania przez ludzi jako naturalnej rezerwy dla wielu gatunków o znaczeniu komercyjnym. Funkcjonowanie akwarium zapewnia aparatura, pompy, filtry i klimatyzatory. Do dyspozycji zwiedzających jest też złożony ze specjalistów personel. Uzupełnienie ekspozycji stanowi akwarium wirtualne, mające na celu ułatwienie, zarówno studentom jak i zwiedzającym, zrozumienia poszczególnych aspektów życia obserwowanych gatunków.

### Piętro

#### Sulle tracce della vita
Dział ten (Śladami życia) poświęcony jest paleontologii i skamieniałościom. Bogata i oryginalna kolekcja skamieniałości oraz rekonstrukcje organizmów i środowisk z różnych epok geologicznych pozwalają zrozumieć powstawanie i historię życia na Ziemi, od pojawienia się pierwszych organizmów żywych widocznych gołym okiem (700 milionów lat temu) aż do pojawienia się człowieka rozumnego (40 tysięcy lat temu). Wystawie towarzyszą obrazy ukazujące położenie geograficzne kontynentów i oceanów w poszczególnych epokach geologicznych. Pierwsza z sal jest poświęcona ekspedycji naukowej, którą Giancarlo Ligabue zorganizował w latach 1972–1973 we współpracy z profesorem Phillipe’em Taquetem z Instytutu Paleontologii w Muzeum Historii Naturalnej w Paryżu, do Gadoufaoua na pustyni Ténéré w Nigrze. Wydobyto wówczas skamieniałości sprzed ponad 100 milionów lat, w tym niemal kompletny, mający ponad 7 m długości szkielet uranozaura oraz czaszkę ogromnego sarkozucha.

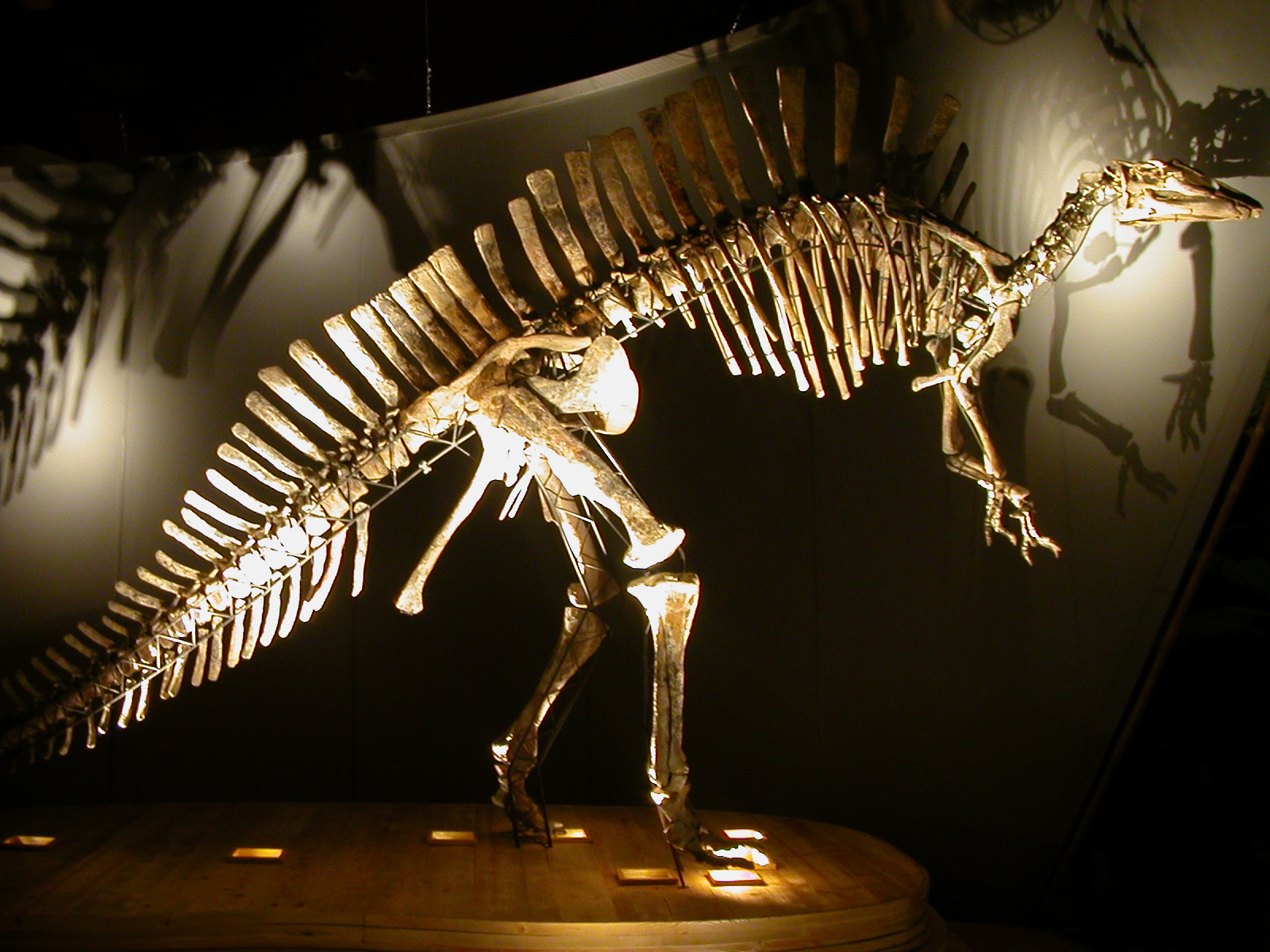
Uranozaur
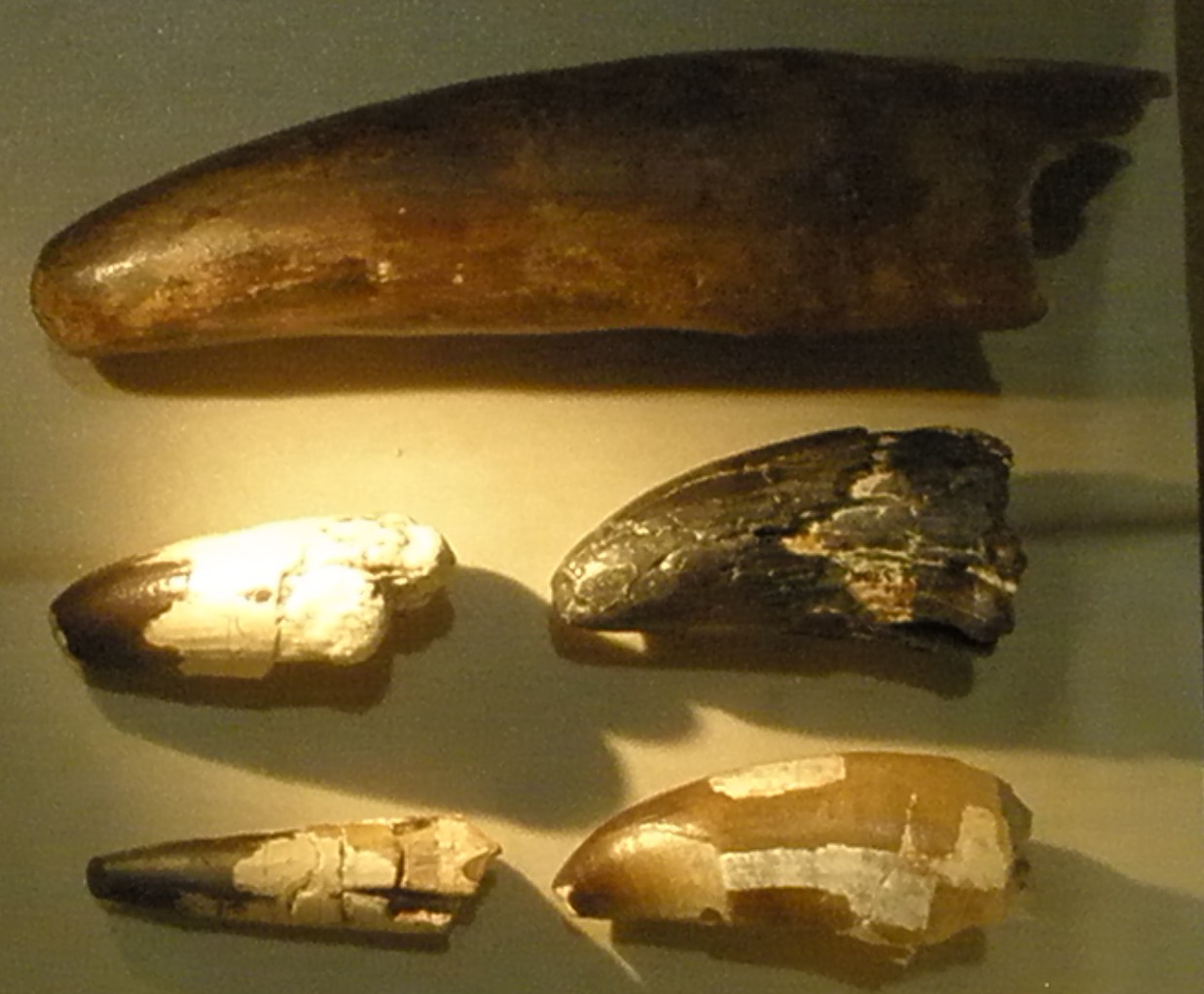
Zęby sarkozucha
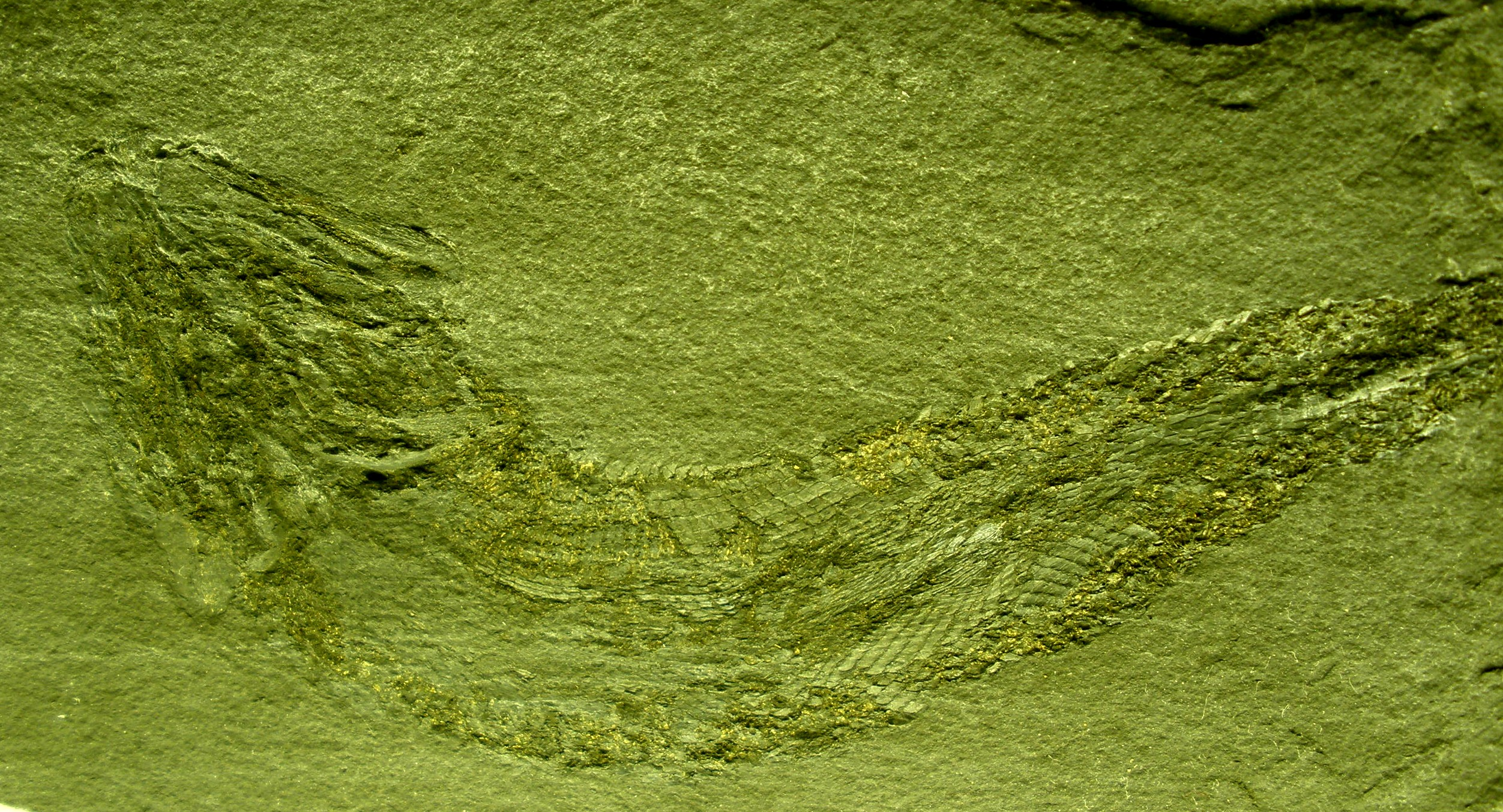
Palaeoniscus vratislavensis
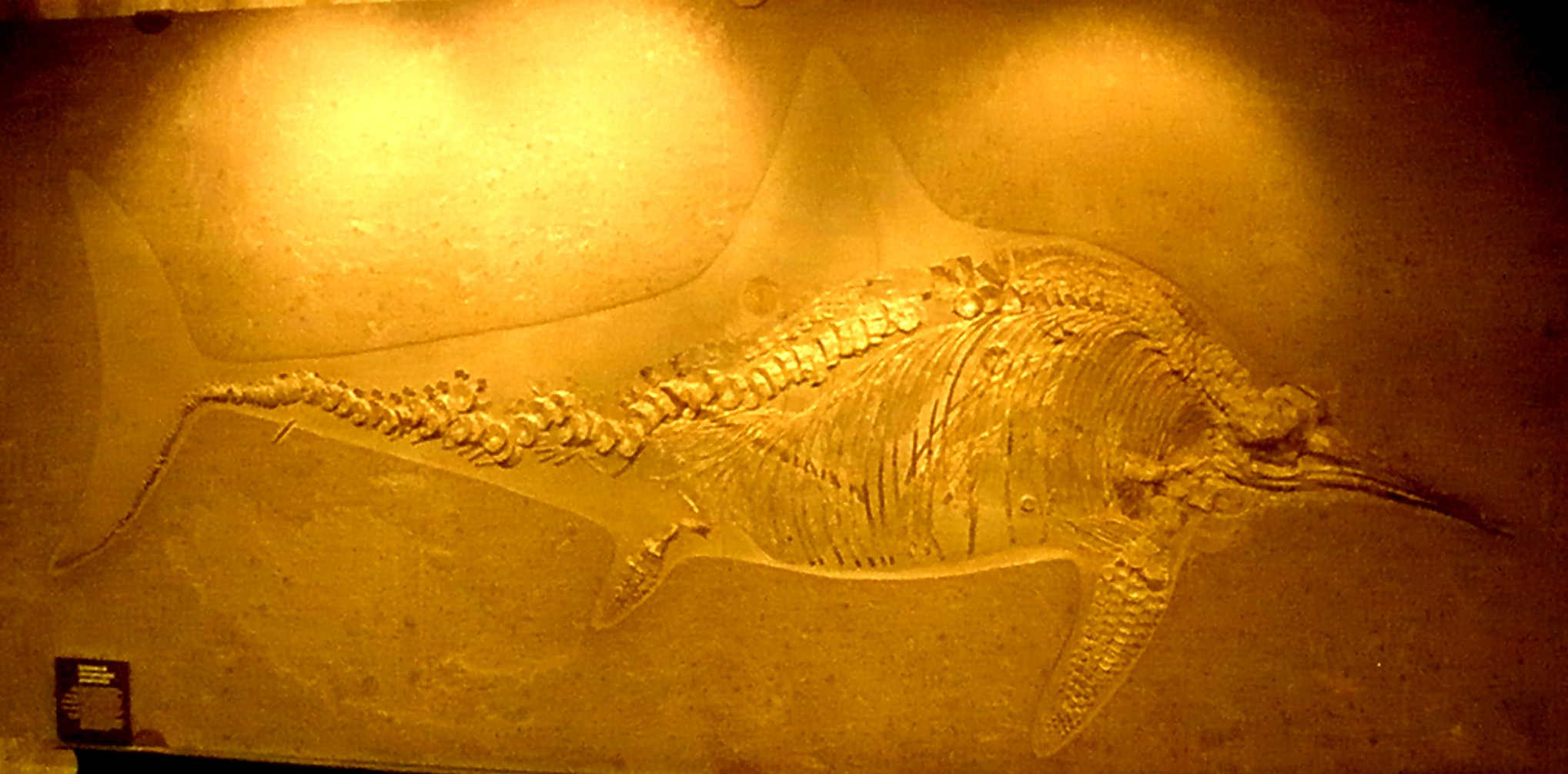
Stenopteryg

#### Raccogliere per stupire, raccogliere per studiare

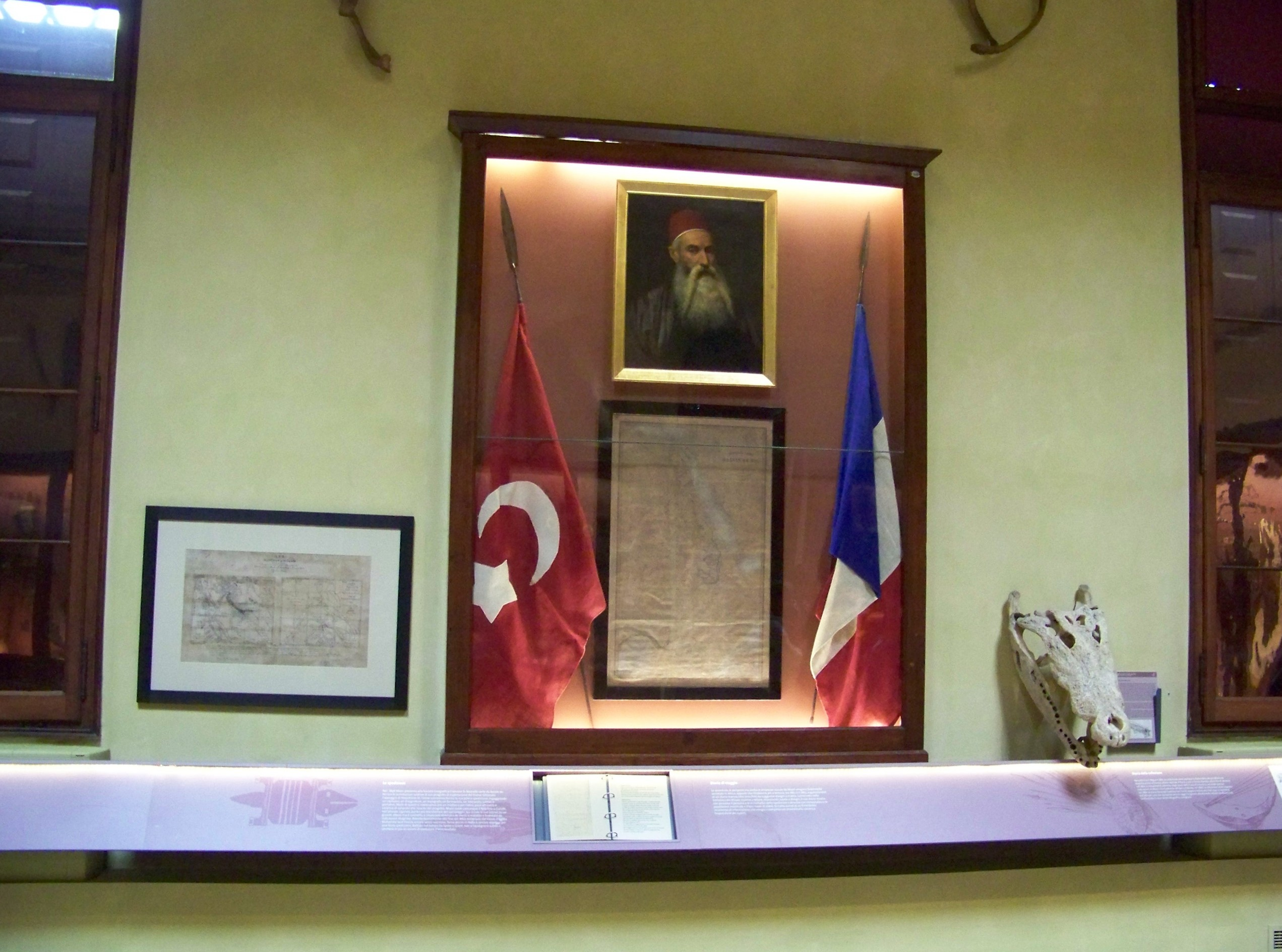
Sala im. Giovanniego Mianiego

Dział „Zbieranie dla zaimponowania, zbieranie dla studiowania” stanowi swoistą historię ewolucji kolekcjonerstwa przyrodniczego, począwszy od zbiorów gromadzonych w celach głównie estetycznych (dla zaimponowania gościom) do zbiorów naukowych, zgromadzonych w celach badawczych. Jest dedykowany współczesnym i dawnym odkrywcom, kolekcjom i muzeom historii naturalnej. W trzech salach prezentowane są wyjątkowe zbiory weneckich eksploratorów z przełomu XIX i XX wieku, Giovanniego Mianiego i Giuseppe De Reali. Pierwsza sala poświęcona została Giovanniemu Mianiemu, badaczowi Górnego Nilu, który w 1862 roku przekazał zgromadzone przez siebie materiały naukowe miastu. Stanowią one dziś jedną z najważniejszych kolekcji poświęconych etnologii afrykańskiej. Kolejne dwie sale przeznaczone zostały na wystawę eksponatów afrykańskiej kolekcji Giuseppe De Reali, zebranych w latach 1898–1929 podczas 12 wypraw do terenów położonych pomiędzy Afryką Północną i Subsaharyjską a Równikową i przekazanych muzeum przez jego spadkobierców w 1937 roku. Kolejna sala jest poświęcona Giancarlowi Ligabue. Są w niej znaleziska archeologiczne należące do Centro Studi e Ricerche Ligabue (Centrum Studiów i Badań Naukowych im. Ligabue), w tym niewielki zbiór „trofeów”, składających się z ludzkich czaszek, rzeźbionych lub zdobionych, pochodzących z Nowej Gwinei. Przykładem zbiorów gromadzonych w celu zadziwienia gości jest zrekonstruowana w zachodniej wieży kunstkamera, w której wystawiono przedmioty cenne, rzadkie, dziwne, groteskowe lub przerażające. Drugi pokój, z dużymi oknami wychodzącymi na Canal Grande, został dedykowany początkom nauki i muzealnictwa. Kolekcję uzupełniają zbiory historyczne muzeum: ptaki, ryby, minerały, okazy anatomiczne i artefakty przechowywane w płynach.

#### Strategie della vita
Dział „Strategie życia” ukazuje różnorodność form życia oraz złożoność adaptacji i specjalizacji. Przedstawiono tu żyjące i wymarłe gatunki, zamieszkujące wodę, ziemię i powietrze, dużych rozmiarów lub mikroskopijne. W pierwszej sali zaprezentowano, przy pomocy urządzeń multimedialnych, bogactwo różnorodności biologicznej i ogromną złożoność form życia na Ziemi, z efektami nieco podobnymi do tych z kunstkamery, ale opowiedzianej językiem naukowym. Ukazane zostały relacje między organizmami a przestrzenią, lub otaczającym je środowiskiem. Kolejne sale poświęcone zostały różnym gatunkom zwierząt, poruszających się w rozmaity sposób, a także tym gatunków zwierząt i roślin, które nie poruszają się, ale czekają, aż zasoby naturalne zbliżą się do nich. Wystawa podkreśla główne cechy każdej z tych grup, okazując sposób, w jaki każdy organizm wybiera konkretną strategię przetrwania. W Sali poświęconej odżywianiu się ukazany został cykl przemiany energii, który jest podstawą wszelkiego życia na Ziemi, od fotosyntezy do łańcucha pokarmowego.